# Îlet Rat
Ne doit pas être confondu avec Îlet Rat (Guadeloupe).
L'Îlet Rat est une petite île inhabitée de la presqu'île de Sainte-Anne en Martinique. Elle appartient administrativement à Sainte-Anne.

## Géographie
L'îlet est situé sur la côte est de la presqu'île de Sainte-Anne, face à l'Atlantique, à 40 m du cap Chevalier, entre celui-ci et l'îlet Chevalier, situé à environ 300 m.
Il est aisément accessible du rivage en quelques minutes de bateau.